# Allan Folsom
Allan Reed Folsom (Orlando, 9 dicembre 1941 – Santa Barbara, 16 maggio 2014) è stato uno scrittore e sceneggiatore statunitense.

## Biografia
Allan Reed Folson nasce il 9 dicembre 1941 a Orlando, in Florida.
Cresciuto a Boston, inizia a lavorare nel mondo del cinema come cameraman, scrittore, editore e produttore in California prima di dedicarsi al ruolo di sceneggiatore scrivendo alcuni episodi della serie Cuore e batticuore.
Esordisce nella narrativa nel 1994 con il thriller Il giorno dopo domani e in seguito pubblica altri 4 romanzi vincendo il Premio Flaiano per la narrativa nel 1995.
Muore a 72 anni a Santa Barbara, in California il 16 maggio 2014 a causa di un melanoma.

## Opere

### Romanzi
- Il giorno dopo domani (The Day After Tomorrow, 1994), Milano, Longanesi, 1995 traduzione di Vittorio Curtoni ISBN 88-304-1231-7.
- Giorno di confessione (Day of Confession), Milano, Longanesi, 1998 traduzione di Lidia Perria ISBN 88-304-1502-2.
- L'esule (The Exile, 2004), Milano, Longanesi, 2005 traduzione di Stefano Bortolussi ISBN 88-304-1877-3.
- La regola di Machiavelli (The Machiavelli Covenant, 2006), Milano, Longanesi, 2008 traduzione di Stefano Bortolussi ISBN 978-88-304-2520-0.
- Il dossier Hadrian (The Hadrian Memorandum, 2009), Milano, Longanesi, 2010 traduzione di Andrea Carlo Cappi ISBN 978-88-304-2814-0.